# Венгерово (метеорит)
Венгерово — метеорит, упавший возле села Ново-Кулики, Венгеровского района, Новосибирской области 11 октября 1950 года в 17 ч. 46 м местного времени

## Свидетельства очевидцев
Вечером 11 октября 1950 года местными жителями наблюдался пролёт болида, который сопровождался шипением, а после исчезновения из поля зрения произошли три громовых удара, после чего на месте падения были обнаружены осколки метеорита.

## Описание
Два крупных осколка весом 9,3 и 1,5 кг хранятся в метеоритной коллекции Российской академии наук под названием «Венгерово».. Общий вес составляет 9559 грамм. Состав каменный, хондрит (тип H5).